# استیون برایر
استیون جرالد برایر (انگلیسی: Stephen Gerald Breyer;‎/ˈbraɪər/‎) (زاده ۱۵ اوت ۱۹۳۸) قاضی دستیار دیوان عالی ایالات متحده آمریکا بود.
استیون برایر توسط بیل کلینتون در سال ۱۹۹۴ نامزد شد وی به عمل‌گرایی و لیبرالیسم شهره است.